# Чӏчӏ
Чӏчӏ, чӏчӏ — кириллический тетраграф, используемый в аварском, андийском, ахвахском, ботлихском и каратинском языках.

## История и использование

### Аварский язык
Впервые тетрагаф появился в 1930-х годах во времена кириллизации языка. В декабре 1952 года Институтом истории, языка и литературы Дагестанского филиала АН СССР было предложенно убрать букву из алфавита, заменив её на диграф Чь, однако эта идея была отвергнута. Ещё одна попытка убрать тетраграф из языка была предпринята в 1993 году. Предлагалось заменить Чӏчӏ на Чӏӏ или Чъ, однако и эта задумка не была принята.
Чӏчӏ в аварском языке обозначает звук [ʧ’:].

### Андийский язык
Впервые Чӏчӏ появилась в языке в 2015-м году, в переводе Евангелия от Луки.

### Ахвахский язык
Полиграф появлися в языке сразу с момента создания письменности, в 2000-х годах.

### Ботлихский язык
Несмотря на бесписьменность языка, Чӏчӏ есть в протипе алфавита из «Ботлихско-русского словаря».

### Каратинский язык
В каратинском разговорнике 2022-го года Чӏчӏ занимает 62-е место в алфавите и называется чӏчӏэ.